# 有田斐香
有田 斐香（ありた あやか、1998年11月5日 - ）は、日本の元子役。埼玉県出身。

## 出演

### テレビドラマ
- 怪談新耳袋 4（2005年、BS-i）
- 恋する日曜日 ニュータイプ 第9話（2006年、BS-i） - アヤ 役
- おいしいごはん 鎌倉・春日井米店 第6話（2007年、テレビ朝日）
- ラブレター（2008年 - 2009年、TBS） - 知香 役